# Atakebune

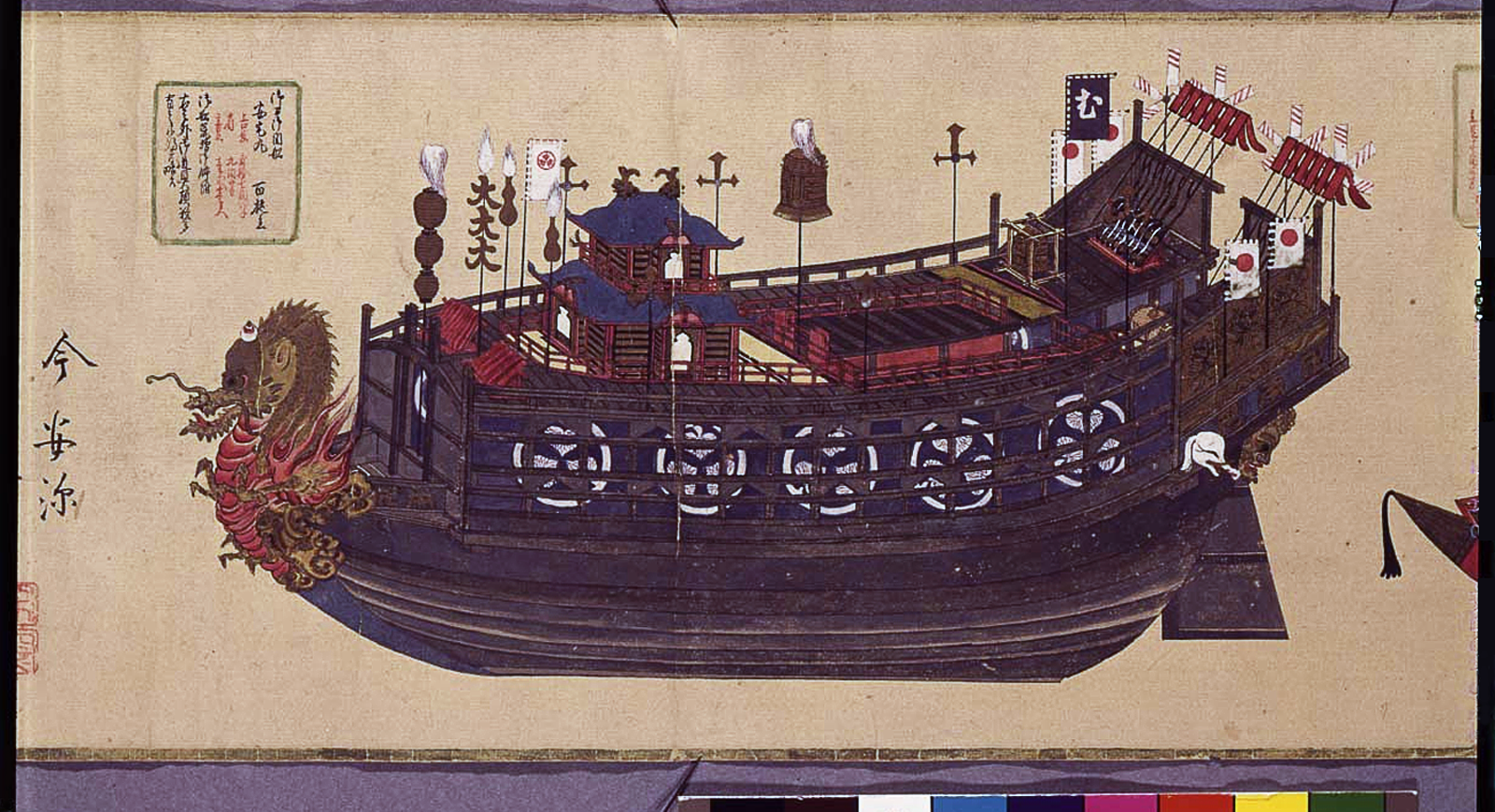
Un atakebune japonés del

Los atakebune eran grandes buques de guerra japoneses del siglo XVI y XVII, época marcada por guerras civiles por el control político y unidad de todo Japón.
Japón realizó un gran emprendimiento construyendo navíos entre mediados y fines del siglo XVI, durante el período Sengoku, cuando los gobernantes feudales buscaban su supremacía construyendo inmensas armadas costeras compuestas por cientos de barcos. El barco más grande (y generalmente el más peligroso) fue llamado Atakebune (安宅船).
En esa época, el daimyō japonés Oda Nobunaga había construido, según el diario del Abad de Tamon-I, seis atakebune recubiertos con hierro (大安宅船) en 1578. Estos navíos recibieron el nombre de Tekkōsen (鉄甲船), que significa literalmente "barcos de hierro", lo cual no implica que fueran de hierro, sino que su superestructura pudo haber sido reforzada con placas de hierro para protegerla contra cañonazos y flechas incendiarias. Sin embargo, no se menciona ningún recubrimiento con hierro en los relatos del misionero jesuita Luís Fróis, quien también vio y describió estos barcos.
Los atakebune estaban armados con algunos cañones y varios 
arcabuces de gran calibre. Oda derrotó a la armada del clan Mōri con ellos en la desembocadura del río Kizu, Osaka en 1578 durante un exitoso bloqueo naval. Estos barcos, los mejores de los atakebune, operaron prácticamente en contraste con las técnicas navales japonesas de la época, donde un combate naval era visto como una batalla entre las tripulaciones de los navíos más que entre los barcos mismos (lo cual contribuyó a la táctica japonesa primaria que consistía en aproximarse y abordar a los barcos enemigos, ya que las tripulaciones japonesas destacaban en el combate cuerpo a cuerpo).
Estos barcos podrían ser considerados fortalezas flotantes más que buques de guerra, y únicamente eran empleados en acciones cerca de las costas. Para propulsarse utilizaban remos, ya que sus revestimientos de hierro, si existieron, seguramente impedirían su propulsión por vela.